# Jos Silvis
Johannes (Jos) Silvis (Winschoten, 14 november 1953) is een Nederlands jurist.

## Biografie
Silvis studeerde af in de rechten in 1979 aan de Erasmus Universiteit Rotterdam. Van 1980 tot 1993 werkte hij als wetenschappelijk medewerker en universitair docent alvorens in 1994 toe te treden tot de zittende magistratuur. Hij is gespecialiseerd in het strafrecht en publiceerde naast zijn werk als rechter veel over het Nederlandse drugsbeleid. Vanaf 2010 tot 2012 was hij advocaat-generaal bij de Hoge Raad der Nederlanden. In 2012 werd hij benoemd tot rechter aan het Europees Hof voor de Rechten van de Mens; over zijn ervaringen in Straatsburg publiceerde hij verscheidene artikelen. 
Op 4 maart 2016 werd hij door de ministerraad voorgedragen voor de functie van procureur-generaal bij de Hoge Raad der Nederlanden, welke functie hij sinds 1 september 2016 bekleedt nadat zijn voorganger, Jan Watse Fokkens, met pensioen was gegaan. In maart 2021 droeg de ministerraad Edwin Bleichrodt voor als Silvis' opvolger per 1 september 2021.
Silvis werd bekend als rechter in de veroordeling van Cees B. in de zaak van de Schiedammer parkmoord, hetgeen later een gerechtelijke dwaling bleek te zijn. Deze dwaling leidde tot kritiek toen hij in Straatsburg werd benoemd.
Bij zijn afscheid als procureur-generaal op 30 augustus 2021 werd Silvis benoemd tot Commandeur in de Orde van Oranje-Nassau. Silvis ontving de onderscheiding voor de belangrijke bijdrage die hij heeft geleverd aan de ontwikkeling van het recht en de rechtspleging, aan de ontwikkeling van het toezicht op de rechterlijke macht en het functioneren van het Parket van de Hoge Raad. Hij werd geroemd voor zijn scherpe oog voor wat er speelt in de samenleving, in de politiek en in Europa. Vanuit verschillende invalshoeken en om zijn eminente gevoel voor rechtsstatelijkheid.
Silvis werd op 13 mei 2022 voorzitter van de Commissie advocatendiensten aan de Staat. Deze onderzoekscommissie zal kijken naar de wijze waarop de Rijksoverheid in de toekomst moet worden geadviseerd en bijgestaan in kwesties die om onafhankelijke juridische vertegenwoordiging of bijstand vergen. De commissie heeft eind 2022 advies uitgebracht over de manier waarop de Rijksoverheid moet worden geadviseerd en bijgestaan in kwesties die vragen om onafhankelijk juridisch advies en bijstand. Het kabinet nam die aanbevelingen in de loop van 2023 over.
Bestuur van de Hoge Raad:
G. de Groot (president) · M.V. Polak · M.J. Kroeze ·  V. van den Brink · J. de Hullu · R.J. Koopman · M.E. van Hilten (vicepresidenten)

Eerste kamer:
G. de Groot · 
M.V. Polak · 
M.J. Kroeze (vzrs.) · 
A.E.B. ter Heide ·
F.J.P. Lock · 
G.C. Makkink · 
C.E. du Perron · 
F.R. Salomons · 
S.J. Schaafsma · 
C.H. Sieburgh · 
T.H. Tanja-van den Broek · 
K. Teuben · 
H.M. Wattendorff

Tweede kamer:
V. van den Brink · 
M.J. Borgers (vzrs.) · 
Y. Buruma · 
C. Caminada · 
J.C.A.M. Claassens · 
C.N. Dalebout · 
T. Kooijmans · 
M. Kuijer · 
A.E.M. Röttgering ·
A.L.J. van Strien ·
T.B. Trotman

Derde kamer:
M.E. van Hilten · 
J.A.R. van Eijsden (vzrs.) · 
M.T. Boerlage ·
P.A.G.M. Cools ·
E.F. Faase · 
M.W.C. Feteris · 
M.A. Fierstra · 
R.J. Koopman ·
E.N. Punt ·
A.E.H. van der Voort Maarschalk · 
J. Wortel

J.E.M. Polak (i.b.d.) · 
H.G. Sevenster (i.b.d.) · 
C.J. Borman (i.b.d.)

Parket:
F.W. Bleichrodt (procureur-generaal) · 
M.H. Wissink (plv. procureur-generaal) · 

Advocaten-generaal civiel:
B.F. Assink · 
R.H. de Bock · 
B.J. Drijber · 
T. Hartlief · 
F.F. Langemeijer (i.b.d.) · 
S.D. Lindenbergh · 
M.L.C.C. Lückers · 
G.R.B. van Peursem · 
E.B. Rank-Berenschot · 
G. Snijders · 
W.L. Valk · 
P. Vlas · 
E.M. Wesseling-van Gent 

Advocaten-generaal straf:
D.J.C. Aben · 
P.M. Frielink · 
A.E. Harteveld · 
E.J. Hofstee · 
B.F. Keulen · 
D.J.M.W. Paridaens · 
T.N.B.M. Spronken · 
P.C. Vegter (i.b.d.)

Advocaten-generaal belasting:
C.M. Ettema · 
R.L.H. IJzerman · 
R.E.C.M. Niessen · 
P.J. Wattel
- Gemeinsame Normdatei: 1144635608
- International Standard Name Identifier: 0000 0003 9054 2307
- Nederlandse Thesaurus van Auteursnamen: 107361582
- Virtual International Authority File: 284188231